# Joe Halderman
Robert Joel Halderman (* 1957) ist ein US-amerikanischer Regisseur, Drehbuchautor und Fernsehproduzent.

## Leben
Halderman begann seine Karriere als Fernsehjournalist in den frühen 1980er Jahren. Zunächst arbeitete er als Produzent der CBS Morning Show, die von Diane Sawyer und Bill Kurtis präsentiert wurde. Ab 1991 war er als CBS-Auslandskorrespondent unter anderem in Afghanistan, Kuwait, Bosnien und dem Irak tätig, zudem war er zwölf Jahre in London stationiert. Seine Reportagen wurden mit insgesamt sieben Emmy-Awards und dem Dupont Award der Columbia University ausgezeichnet.
1990 heiratete er Patty Montet, aus der Ehe gingen zwei Kinder hervor. Die Ehe wurde 2004 geschieden. Im darauf folgenden Jahr begann er eine Beziehung mit einer Mitarbeiterin der Late Show with David Letterman.
2006 drehte er als Regisseur, Drehbuchautor und Produzent die Dokumentation Three Days in September über die Geiselnahme von Beslan, für die er für einen Emmy-Award nominiert war.
2009 wurde er unter dem Vorwurf der versuchten schweren Erpressung festgenommen. Ihm wurde vorgeworfen, von David Letterman zwei Millionen Dollar gefordert zu haben. Als Druckmittel verwendete er kompromittierende E-Mails und Bilder, welche bewiesen, dass Letterman heimliche sexuelle Beziehungen zu weiblichen Mitarbeiterinnen seiner Show unterhielt. Letterman ging nur zum Schein auf die Erpressung ein, informierte jedoch die Polizei. Nach der Verhaftung Haldermans machte Letterman die Erpressung in seiner Show bekannt und gab auch die sexuellen Beziehungen zu.

## Filmografie (Auswahl)
- 2006: Beslan: Three Days in September